# Polskie Stacje Paliw Huzar
Polskie Stacje Paliw Huzar – sieć stacji paliw, której organizatorem była firma Polpetro S.A. Testowa stacja z logo PSP Huzar powstała w 2005 r. 
Sieć jest budowana jako alternatywne rozwiązanie do systemów franczyzowych należących do koncernów paliwowych. Na sieć składają się stacje paliwowe należące do osób fizycznych, które podpisują ze spółką umowę na czas nieokreślony bez zobowiązań finansowych.
Logo sieci PSP Huzar nawiązuje do wizerunku polskiego husarza.

## Historia
Spółka Polpetro S.A. została założona na przełomie 1999 i 2000 roku. Swoją działalność rozpoczęła z początkiem 2000 roku. Została założona przez 22 akcjonariuszy. Każdy z nich posiadał własną stację paliw. Kapitał zakładowy spółki, zgodnie z wpisem do Krajowego Rejestru Sądowego z dnia 13.09.2012 wynosił 908 900 PLN. 
W 2004 roku Polpetro S.A. rozpoczęła pracę nad utworzeniem własnej marki stacji paliw.    Pierwszy obiekt z logo Polskich Stacji Paliw Huzar powstał w 2005 roku. Na bazie doświadczeń i informacji otrzymanych od niemieckiej sieci prywatnych stacji paliw powstał projekt budowy, a potem wizualizacja pierwszej testowej stacji.  Nabór uczestników rozpoczęto oficjalnie w 2006 r. Na koniec 2011 roku do sieci przystąpiło 100 stacji. 
8 stycznia 2014 została zarejestrowana jako Huzar PSP S.A. (nr KRS 0000492939), a Spółka Polpetro S.A. (nr KRS 0000093761) od 5 lutego 2014 została objęta postępowaniem upadłościowym.